# Maria od Jezusa Deluil-Martiny
Maria od Jezusa – Martiny (ur. 28 maja 1841 w Marsylii, zm. 27 lutego 1884 tamże) – założycielka zgromadzenia Sióstr Najświętszego Serca Jezusa, francuska Błogosławiona Kościoła katolickiego.

## Życiorys
Była najstarszą z pięciorga dzieci. Gdy miała 17 lat musiała wrócić do swojej rodziny żeby im pomóc. 24 czerwca 1879 roku założyła zgromadzenie Sióstr Najświętszego Serca Jezusa. 27 lutego 1884 roku została zastrzelona przez byłego ogrodnika. Została pochowana w Marsylii. Potem jej ciało przeniesiono do Antwerpii w 1906 roku. Obecnie spoczywa w sanktuarium w bazylice Najświętszego Serca Pana Jezusa w Antwerpii.
Beatyfikowana 22 października 1989 roku przez Jana Pawła II.